# Русский весенний пунш
«Ру́сский весе́нний пунш» (англ. Russian spring punch) — коктейль на основе водки, ликёра Creme de Cassis, игристого вина, лимонного сока и сахарного сиропа. Классифицируется как газированный коктейль. Входит в число официальных коктейлей Международной ассоциации барменов (IBA), категория «Напитки новой эры» (англ. New Era Drinks).

## Рецепт и ингредиенты
Состав:
- водка — 25 мл
- ликёр Creme de Cassis — 15 мл
- лимонный сок — 25 мл
- сахарный сироп — 10 мл
- игристое вино — долить.

Метод приготовления: шейк (кроме игристого вина). Подают в бокале хайбол.
Все ингредиенты (кроме игристого вина) взбивают в шейкере, затем выливают в бокал хайбол и доливают до края бокала игристым вином. Готовый коктейль в качестве гарнира украшают долькой лимона и ягодами ежевики.